# Gorka Lívia
Gorka Lívia (Nógrádverőce 1925. március 5. – Diszel, 2011. augusztus 4.) Munkácsy Mihály-díjas magyar keramikus, érdemes művész. Gorka Géza leánya.

## Életpályája
Nógrádverőcén született Gorka Géza és Kovács Irén gyermekeként. Szakmai és művészeti képzését édesapja műhelyében szerezte meg. Már hat-nyolcéves korában megszokta a komoly munkát, mivel az iskolai szünetekben apja műhelyében dolgozott. További tudáshoz önképzés és külföldi utazásai során jutott (Finnország). 1948-ban tett fazekas mestervizsgát. Vélekedése szerint apja: „Legendás anyagismerettel rendelkezett. Felhalmozott tapasztalattal és intuícióval dolgozott. A kezében volt minden. Csak következtetni tudtam munkamódszerére.” 1954-ig a verőcei Gorka-műhelyben dolgozott, így volt kitől elsajátítania a szakma rejtett titkait. Focht Gézával kötött házasságából 1952-ben fia született, aki Gorka-Focht Géza néven szintén neves keramikus.
1954-től saját műhelyében alkotott, 1962-től Budapesten. 1996-tól Szentendrén, majd Tapolca-Diszelen élt.
„Gorka Lívia képes volt kilépni apja árnyékából, és kerámiáival saját stílust kialakítani. Mindig kézműves technikával dolgozó művész, saját technikát dolgozott ki a máz elkészítésére is, ezért művei mindig felismerhető, egyedi forma- és színvilágot képviselnek”. Kerámiáinak jellegzetessége az is, ahogy fémmel ötvözi a gyakorta saját készítésű alapanyagait.
Hasonlóképpen keveredik nála a kő, a fém és a kerámia. Gorka Lívia művei már többnyire elszakadnak a gyakorlati funkcióktól, s önálló szobrokként képviselik a kerámiaműfajban rejlő sokirányú lehetőségeket. (Köztéri alkotásai: Gödöllőn: Zodiákus, 1966; az Agrártudományi Egyetemen, a tatabányai kórháznál: Sejt nagyító alatt, 1979 és a Madarak 1975-ben a washingtoni magyar nagykövetségen.)
Művészetének forrása a természet, jellemző tárgyai a nagyméretű, aszimmetrikus edények, az idolok, halak, madarak, kövek. A korongolás előtti ősi agyagalakítást követte. Egyedi tárgyakat hozott létre, szeretett sorozatban, tárgycsoportban gondolkozni. „Szeretem a munkámat. Egyáltalán szeretem, amikor magamnak dolgozom. Szeretem a kis műhely szabadságát és rendjét. Egyszerűen azért, mert a kezdetektől a befejezésig mindenért felelős vagyok, közöm van a jóhoz, rosszhoz. Formát adni az alaktalan szürkeségnek: a semmiből teremtek, néha úgy érzem. A régi »nagyok« tisztelete mellett és nyomán van lehetőség új anyagok eredetének, tulajdonságainak kézben és tűzben való megismerésére.”
A verőcei Gorka Múzeum állandó kiállítása 1994-től Gorka Géza leánya, Lívia és unokája, Gorka-Focht Géza anyagával bővült, így a híres keramikusdinasztia művészetét egy múzeumban ismerheti meg a látogató.
Tagja volt a Magyar Képzőművészek és Iparművészek Szövetségének (MKISZ) 1956-tól, a Művészeti Alapnak, a Magyar Alkotóművészek Országos Egyesületének (MAOE) 1955-től, és az Association Internationale de la Couleur nemzetközi szervezetnek (AIC), és 1970-ig a Nemzetközi Kézműves Csoportnak is.

## Kitüntetései
- Nemzetközi Kerámia Biennále, Prága., aranyérem. (1962)
- Munkácsy Mihály-díj (1964)
- Érdemes művész (1975)
- Verőce díszpolgára (1994)
- Négy Faenzai diploma

## Néhány alkotása
- 1950-1960 körül. Vázák és kaspók festett spirális mintával Jelezve a talprészen festve és bekarcolva: Gorka Lívia Magasság: 8 – 22 cm
- Festett hamutálak 1950-1960 körül Jelezve a talprészen festve és bekarcolva: Gorka Lívia M: 14 x 22 cm
- Váza pozitív-negatív körbefutó mintával 1950-60 körül Jelezve bekarcolva Gorka Lívia Magasság 22 cm
- Vázák madár és hal motívumokkal 1950 körül Jelezve a talprészen: Gorka Lívia M: 26 – 28 cm
- Madár figura 1950 körül Jelezve: Festve a talprészen Gorka Lívia M: 15 cm
- Váza festett fekete-piros mintával 1960 körül Jelezve: Talprészen Gorka Lívia M: 22 cm
- Vázák sárga-fehér és fekete mintával 1950-1960 körül Jelezve: Festve és bekarcolva Gorka Lívia M: 20 – 32 cm
- Hamutartók sárga –fekete és fehér mintával 1950-1960 körül Talprészen festett és bekarcolt Gorka Lívia szignó M: 12 x 23 cm
- Vázák és tálak festett halas motívumokkal 1950-60 körül A tárgyak talprészén festett, és bekarcolt Gorka Lívia szignó
- Madárplasztika 1950-60 körül Talprészen festve: Gorka Lívia szignó M: 22 cm
- Sárga madárplasztika 1950-1960 körül Talprészén bekarcolva: Gorka Lívia M: 22 cm
- Fali tál két szembenéző madár figurával 1950-60 körül Talprészén festve: Gorka Lívia Hungary M: 24 x 37 cm
- Nagyméretű vázák 1960 körül Jelezve: Festve és bekarcolva Gorka Lívia M: 32 – 48 cm
- Narancs és fekete csíkos vázák 1960 körül Jelezve: Bekarcolva és festve Gorka Lívi M: 15 – 26 cm
- Zöld sárga stilizált motívumos vázák 1950-60 körül Jelzett: Talprészen festve Gorka Lívia M: 15 – 30 cm
- Nagy kínáló tál 1960-70 körül Jelzett: Festve Gorka Lívia M: 11 x 34 cm
- Fekete-fehér vázák 1950-60 körül Jelzés: Talprészen festve Gorka Lívia M: 24 – 28 cm
- Halplasztika 1960 körül Jelezve: Festve Gorka Lívia M: 19 x 25 cm
- Legelésző zebra 1960 körül Jelezve: Festve Gorka Lívia M:11 x 20 cm
- Rákos fali tál 1960 körül Jelzett: Festve Gorka Lívia M: 38 x 31 cm
- Meteorit 1970 körül Jelezve: Talprészen festve Gorka Lívia M: 49 cm
- Druidák 1970 körül Jelezve: Talprészére festve Gorka Lívia M: 28 – 35 cm
- Kagyló 1970 körül Jelezve: Festve Gorka Lívia M: 8 x 45 cm
- Fali tál halakkal 1970 körül Jelzés: Festve Gorka Lívia M: 37 x 18 cm
- Madaras Fali tál 1970 körül Jelzés: Festve Gorka Lívia M: 36 x 30 cm
- Andromeda. Magános samott. 1972
- Napkelte. Samottos agyag. 1972
- Csiga. Samottos agyag. 1972
- Kapu. Samottos agyag. 1974
- Három nő. Samottos agyag. 1974
- Paraszt madonna négy nézetben. 1974
- Kagyló. Samottos agyag. 1974
- Hasadás. Samottos agyag. 1974
- Lapított ikerforma. Kőagyag. 1977
- Testvérformák. Kőagyag. 1977
- Gyűrt forma. Kőagyag. 1977
- Madár. Kőagyag. 1977
- Sejt. Kőagyag. 1977
- Vasfoltok. Kőagyag. 1977
- Nap. Kőagyag. 1977

### Egyéni kiállítások
- 1958. Csók Galéria, Budapest
- 1964. Csók Galéria, Budapest. Festőterem, Sopron.Janus Pannonius Múzeum, Pécs. Savaria Múzeum, Szombathely
- 1965. Balatoni Múzeum, Keszthely. Bakony Múzeum, Veszprém. Drámai Színház, Varsó
- 1966. Szőnyi István Terem, Miskolc
- 1968. Genf,
- 1968. Képcsarnok, Szeged
- 1969. Los Angeles
- 1971. Liszt Ferenc Művelődési Központ, Sopron
- 1973. Tihanyi Múzeum, Tihany.
- 1973. Műcsarnok, Budapest
- 1974. Hannover.
- 1974. Vármúzeum, Esztergom
- 1977. Műcsarnok, Budapest
- 1979. Gulácsy Terem, Szeged
- 1983. Gülbaba köz 25.
- 1985. Szőnyi Terem, Miskolc
- 1986. Blaskovich Múzeum, Tápiószele
- 1987. Vigadó Galéria, Budapest
- 1994. Három nemzedék, Gorka Múzeum, Verőce.

### Válogatott csoportos kiállítások
- 1955. Fiatal iparművészek kiállítása, Ernst Múzeum, Budapest
- 1958. Nemzetközi kerámia kiállítás, Gmunden
- 1959. Negyedik Országos Iparművészeti kiállítás, Műcsarnok, Budapest
- 1962. Ungerskt Konsthantverk, Stockholm
- 1962, 1964. Nemzetközi Kerámia Biennálé, Prága
- 1963. Modern magyar kerámia, Royal Festival Hall, London
- 1964. Kortárs magyar művészek, Neue Galerie der Stadt, Linz.
- 1964. Nemzetközi kerámia kiállítás, Washington
- 1965. Ötödik. Országos Iparművészeti Kiállítás, Műcsarnok, Budapest
- 1968. Mai magyar kerámia, Vár, Siklós
- 1968-1972, 1976, 1980-1988 VI-X. Országos Kerámia Biennálé, Pécs
- 1969. Palm Springs, Desert Museum, Los Angeles
- 1970, 1975. Jubileumi Iparművészeti kiállítás, Műcsarnok, Budapest • Magyar kerámia és textil, Moszkva • Nemzetközi kerámia kiállítás, Faenza
- 1986. Haus Lauschen in Baden. Galerie für Kunsthandwerk, Werkhof Bissendorf
- 1995. XX. századi magyar keramikusok. Válogatás az Iparművészeti Múzeum, Budapest gyűjteményéből, Iparművészeti Múzeum, Budapest.

### Köztéri művek
- Zodiákus jegyek (samottos agyag, 1966, Gödöllő, GATE)
- Madarak (kőagyag, 1975, Washington, Magyar Nagykövetség)
- Sejt nagyító alatt (kőagyag, 1979, Tatabánya, Kórház)
- Mázas kerámia (1979, Washington, Magyar Nagykövetség)
- Kerámiakompozíció (1983, Tatabánya, Megyei Kórház).

### Művek közgyűjteményekben
- Déri Múzeum, Debrecen
- Iparművészeti Múzeum, Budapest
- Janus Pannonius Múzeum, Pécs
- Kecskeméti Képtár
- Nemzetközi Kerámia Múzeum, Faenza
- Victoria and Albert Museum, London.

### Képgaléria

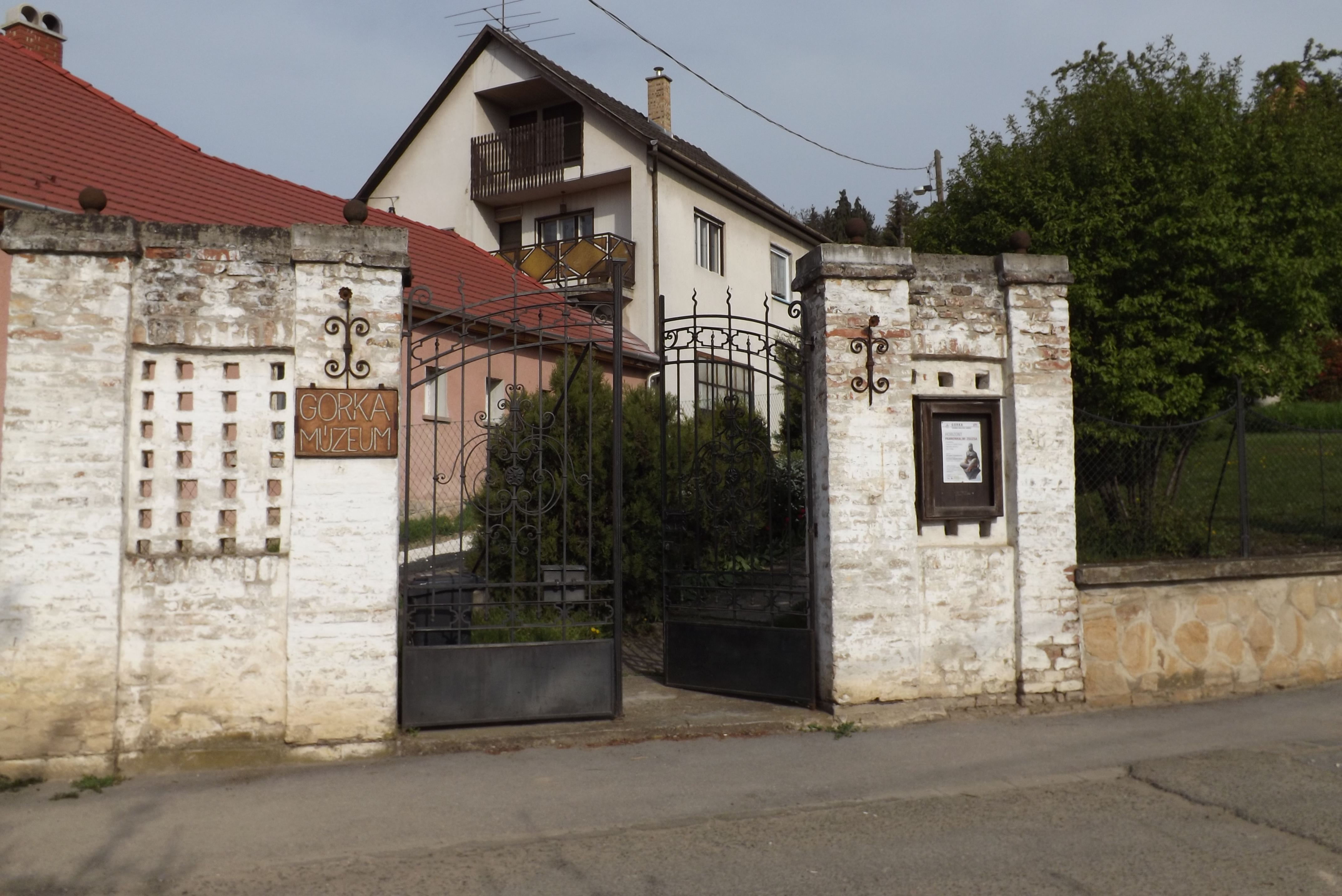
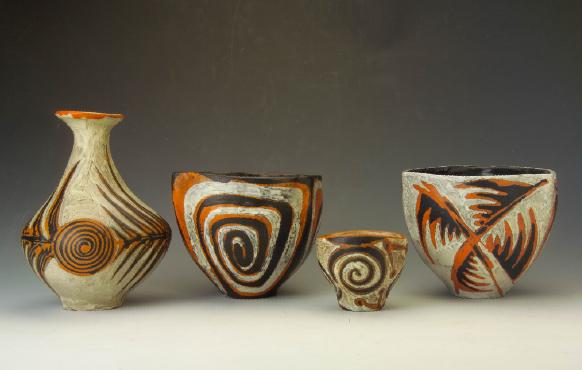
Vázák kaspók spirális mintával 1950-60
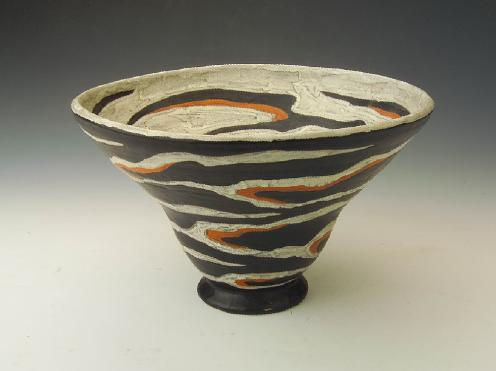
Váza pozitív-negatív mintával 1950-60
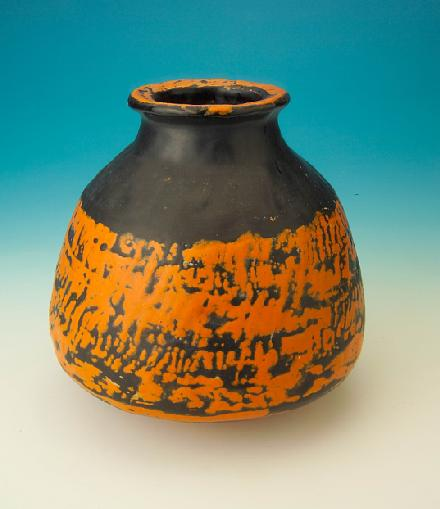
Váza festett fekete-piros mintával 1960
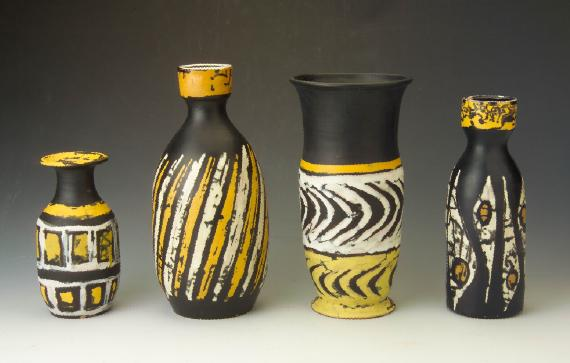
Vázák sárga-fehér-fekete mintával 1950-60
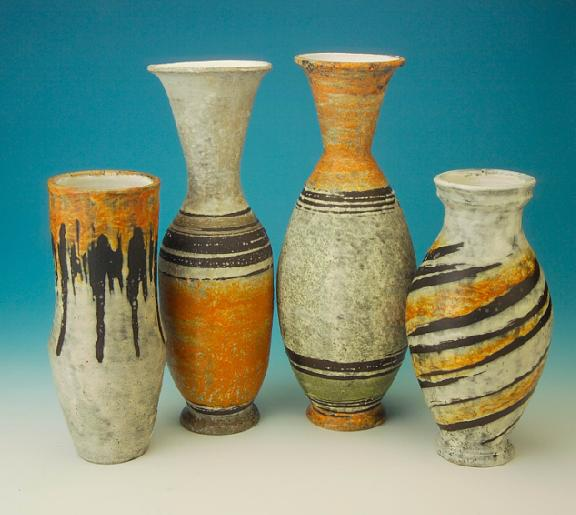
Nagyméretű vázák 1960
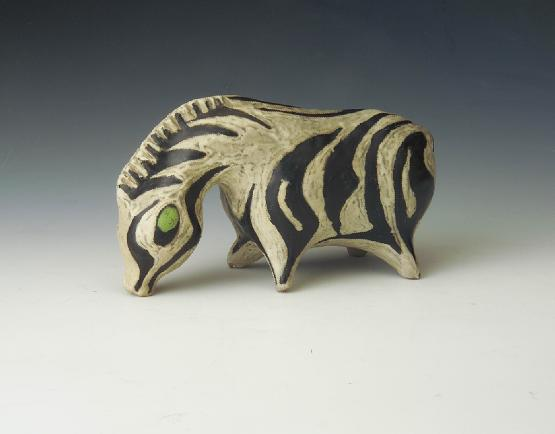
Legelésző zebra 1960
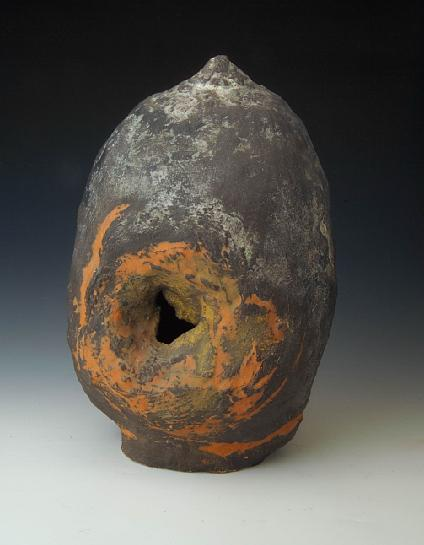
Meteorit 1970
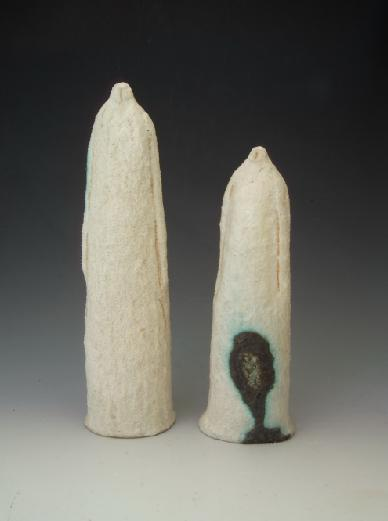
Druidák 1970

## Külső hivatkozások
- Vallomás, Budapest, 1979
- Focht G.: Három nemzedék. A Gorka Múzeum Verőcén, Budapest, 1994
- Domanovszky Gy.: Fiatal iparművészek, Szabad Művészet, 1955/9.
- Révész Zs.: Gorka Lívia, Művészet, 1960/4.
- Frank J.: Gorka Lívia, Élet és Irodalom, 1964/5.
- Major M.: Gorka Lívia kiállítása elé, Magyar Építőművészet, 1964/6.
- Koczogh Á.: Gorka Lívia kiállításán, Művészet, 1964/10.
- Domanovszky Gy.: (kat., bev. tan., Ungarische Künstler der Gegenwart, Linz, 1964)
- Hetteš, K.-Roda, P.: Moderne Keramik, Prága, 1965
- Szelesi Z.: Gorka Lívia kiállítása Szegeden, Művészet, 1968/12.
- Dvorszky H.: Gorka Lívia, Művészet, 1970/3.
- Koczogh Á.: Párbeszéd ~val, Műgyűjtő, 1970/2.
- Koczogh Á.: Gorka Lívia, Umeni Remesla, 1971/1.
- N. Dvorszky H.: Gorka Lívia, Művészet, 1973/3.
- P. Brestyánszky I.: Gorka Lívia kiállítása, Ipari Művészet, 1973/3.
- Vadas J.: Kiállítások, Élet és Irodalom, 1973. március 27.
- Domanovszky Gy.: Forma Hungarica, Budapest, 1974
- Koczogh Á.: Kerámia, porcelán, üveg, Magyar Iparművészet, 1975
- Vadas J.: Küklopsz edényei, Élet és Irodalom, 1987. október 9.
- Frank, J.: Livia Gorka Ős pottery, New Hungarian Quarterly, 1988/3.
- Lovag Zs.: Három nemzedék. Gorka Géza, ~, Focht Géza, Magyar Iparművészet, 1994/5.

Válogatás az Internetről:
- Gorka Lívia kerámiák - Galéria Savaria
- Ernst Galéria
- Magyarország a XX. században. Kerámiaművészet
- Gorka Géza kerámia múzeum
- Gorka Múzeum Dunakanyar
- MKISZ. Magyar Keramikusok Társasága

## Források

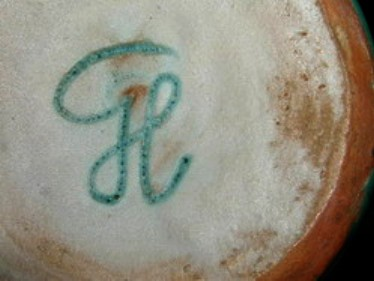
G.L.jelzés